# Dysdera mauritanica
Dysdera mauritanica är en spindelart som beskrevs av Simon 1909. Dysdera mauritanica ingår i släktet Dysdera och familjen ringögonspindlar.
Artens utbredningsområde är Marocko. Utöver nominatformen finns också underarten D. m. aurantiaca.